# Nilo
Il Nilo (in arabo نهر النيل‎?, Nahr al-Nīl) è un fiume africano lungo 6 852 km che attraversa otto Stati dell'Africa. Si contende Il primato di fiume più lungo del mondo con il Rio delle Amazzoni.
È formato da due grandi rami confluenti, il Nilo Bianco e il Nilo Azzurro; quest'ultimo contribuisce con un maggior apporto di acqua e di limo fertile, ma il primo è il più lungo. Il Nilo Bianco nasce convenzionalmente dal Lago Vittoria a Jinja, in Uganda, ma le sue fonti si spingono fino al Ruanda e al Burundi; scorre poi verso nord attraverso l'Uganda, il Sudan del Sud e il Sudan. Il Nilo Azzurro invece nasce convenzionalmente dal Lago Tana, in Etiopia, e scorre attraverso il Sudan sud-orientale. I due fiumi si incontrano e si fondono presso la capitale sudanese Khartum.
Il corso settentrionale del fiume scorre quasi interamente attraverso il Sahara, dal Sudan all'Egitto, un paese la cui civiltà è dipesa dal fiume fin dai tempi antichi e più remoti. La maggior parte della popolazione egiziana e tutte le sue città (con l'eccezione di quelle situate lungo la costa) si trovano lungo la valle del Nilo a nord di Assuan, e quasi tutti i siti storici e culturali dell'Antico Egitto si trovano lungo le sponde del fiume.
Alla fine il Nilo si dirama in un grande delta e sfocia nel Mar Mediterraneo. Il suo numero di Strahler è 10.
Dalle sorgenti al delta il Nilo attraversa sette paesi africani: Burundi, Ruanda, Tanzania, Uganda, Sudan del Sud, Sudan ed Egitto, ma il suo bacino idrografico include porzioni di Repubblica Democratica del Congo, Kenya, Etiopia ed Eritrea.

## Etimologia

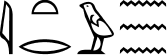
Nilo scritto in geroglifico

La parola Nilo proviene dalla parola greca Nèilos (Νεῖλος), che significa "valle del fiume". Nella lingua egizia, il Nilo è chiamato iteru, che significa grande fiume, rappresentato dai geroglifici mostrati a sinistra (letteralmente itrw). In lingua copta, le parole piaro o phiaro che significano il fiume (lett. p(H).iar-o il.canale-grande) provengono dallo stesso nome antico.

## Affluenti e corso del fiume
Il bacino idrografico del Nilo copre una superficie di 3 254 555 chilometri quadrati (quasi 11 volte l'Italia), circa il 10% della superficie dell'Africa.

### Nilo Bianco

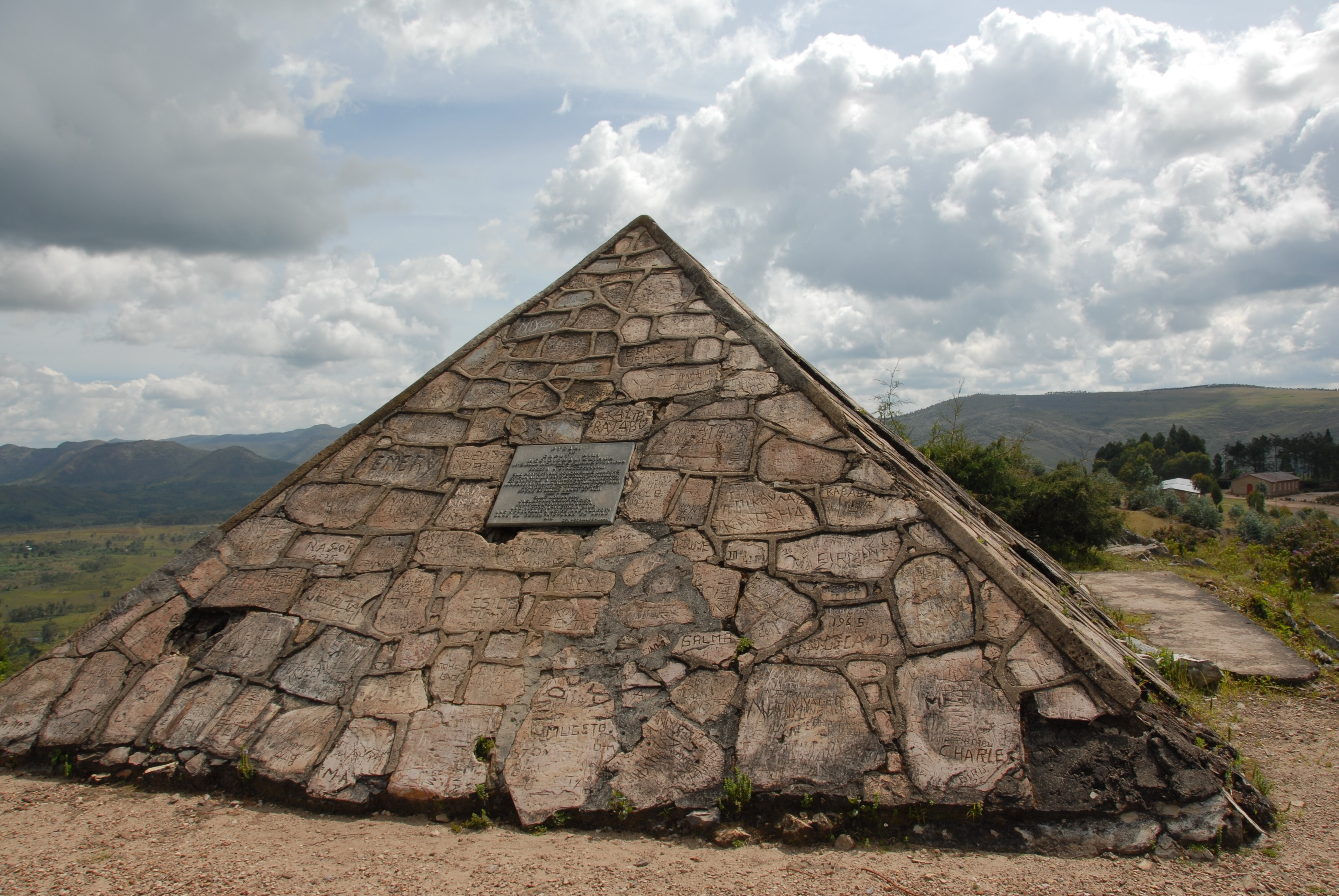
Burundi: il monumento alla sorgente del Nilo

Tradizionalmente si considera che il Nilo sorga dal lago Vittoria in Uganda, anche se il lago stesso è alimentato da alcuni immissari, di cui il principale è il Kagera, lungo 690 km.

#### Sorgenti
Fino dai tempi del geografo greco alessandrino Claudio Tolomeo (II secolo d.C.) si conosceva come sorgente del Nilo il gruppo dei Lunae Montes (Monti della Luna), catena che attualmente prende il nome di Ruwenzori, presso l'Equatore, perennemente innevata. Pur essendo una delle principali fonti che contribuiscono al regime, non è la sorgente più meridionale del Nilo.
Le presunte sorgenti del Nilo sono state scoperte dall'esploratore tedesco Burkhart Waldecker nel 1937: si trovano nella parte meridionale dell'altopiano del Burundi a 45 km a est del lago Tanganica, sul versante nord del monte Kikizi (3°54′35″S 29°49′38″E), in località Kasumo, 2 054 m, comune di Rutovu, provincia di Bururi. Sul luogo nel 1938 è stata eretta una piramide con una targa in latino in memoria di tutti i cercatori delle sorgenti del Nilo:
AD

CAPUT [IN] NILI

MERIDIONALISSIMUM

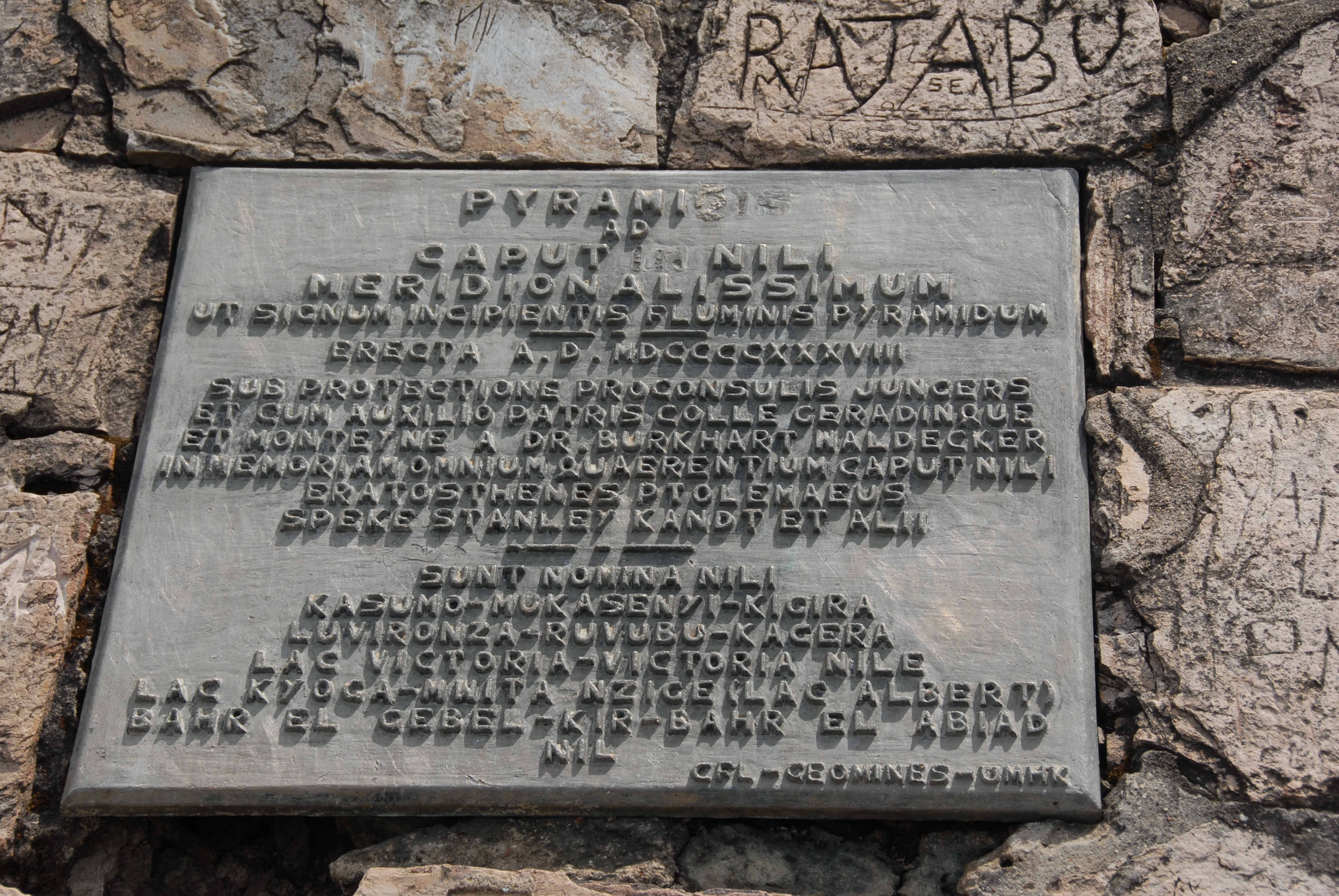
La targa alla presunta sorgente del Nilo in Burundi

UT SIGNUM INCIPIENTIS FLUMINIS PYRAMIDUM

---
ERECTA A.D. MDCCCCXXXVIII

SUB PROTECTIONE PROCONSULIS JUNGERS

ET CUM AUXILIO PATRIS COLLE GERADINQUE

ET MONTEYNE A DR. BURKHART WALDECKER

IN MEMORIAM OMNIUM QUAERENTIUM CAPUT NILI

ERATOSTHENES PTOLEMAEUS

SPEKE STANLEY KANDT ET ALII

---
SUNT NOMINA NILI

KASUMO-MUKASENYI-KIGIRA

LUVIRONZA-RUVUBU-KAGERA

LAC VICTORIA-VICTORIA NILE

LAC KYOGA-MWITA NZIGE (LAC ALBERT)

BAHR EL GEBEL-KIR-BAHR EL ABIAD

NIL

---
Qui nasce il Kasumo, entra nel Mukasenyi, poi Kigira, affluente del Luvironza (o Ruvyironza) che alimenta il fiume Ruvubu; questo, così come il Nyabarongo confluisce nel Kagera.
L'esploratore tedesco Richard Kandt nel 1898, tracciando il corso del Kagera è risalito al monte Bigugu in Ruanda attraverso un altro affluente, il Rukarara; la sorgente di questo si trova a 2 807 m, circa 58 km di corso in più (2°26′04″S 29°15′25″E) del Kasumo e perciò è considerata la probabile sorgente del Nilo.
Neil McGrigor nel 2006 dichiarò di aver scoperto una sorgente 107 km ancora più lontano in una foresta, risalendo profondamente il Kagera ed i suoi affluenti; in realtà la determinazione della sorgente del Nilo è problematica per la vastità del bacino dei suoi affluenti, e per il loro scorrere tra zone paludose, montagne e foreste di difficile accesso.

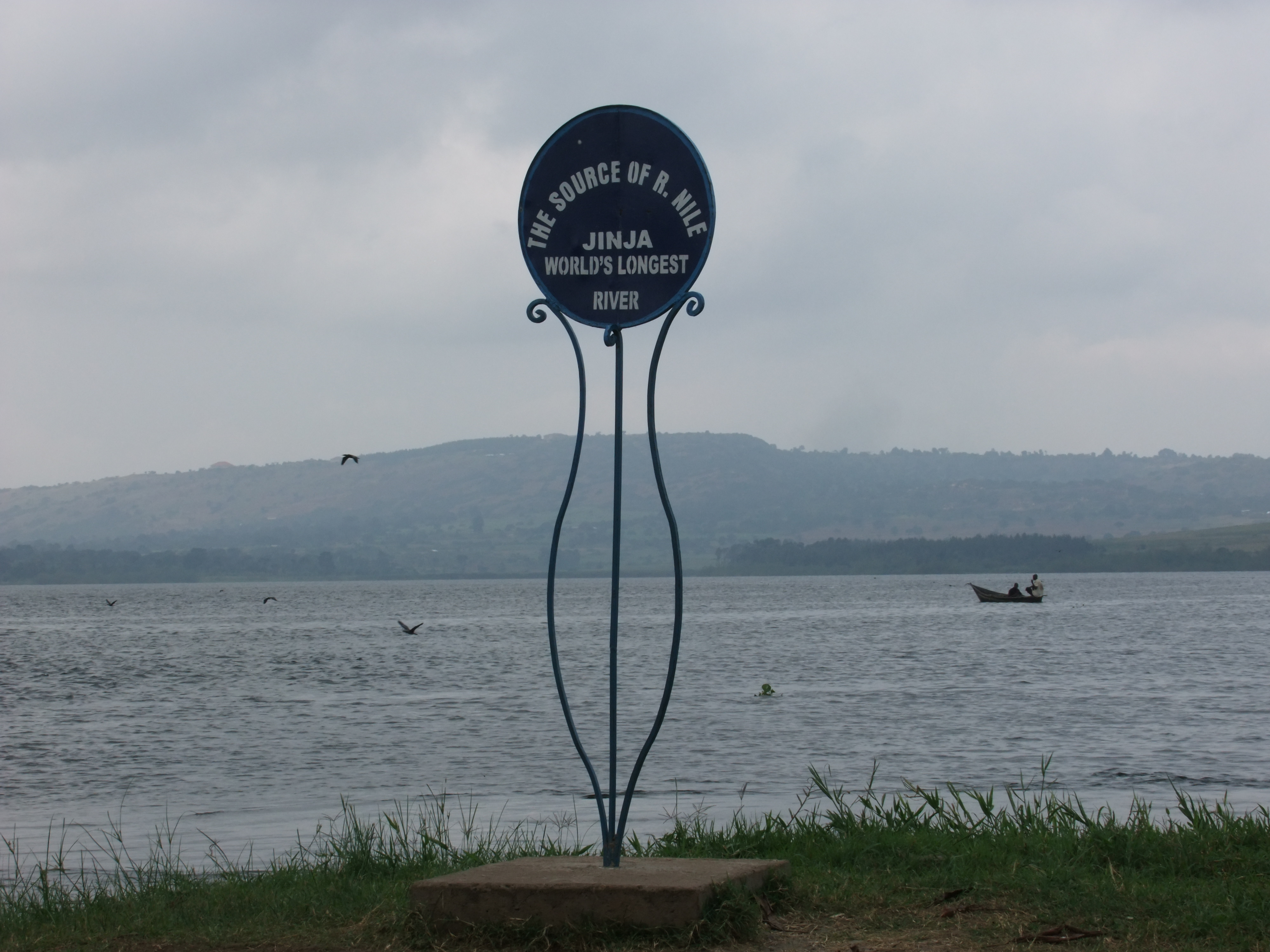
L'uscita del Nilo dal Lago Vittoria a Jinja (Uganda)

Uscendo dal lago Vittoria il fiume assume il nome di Nilo Vittoria e scorre per circa 500 km nel corso dei quali attraversa il lago Kyoga e raggiunge il lago Alberto; ne esce con il nome di Nilo Alberto ed entra nel territorio del Sudan, nel quale assume il nome di Baḥr al-Jabal (fiume delle montagne). Alla confluenza del Baḥr al-Jabal con il Baḥr al-Ghazal (fiume delle gazzelle), lungo 720 km, il fiume assume il nome Bahr al-Abyad, conosciuto più diffusamente come Nilo Bianco (in arabo al-Nīl al-Abyaḍ). Da qui scorre verso la città di Khartum.

### Nilo azzurro

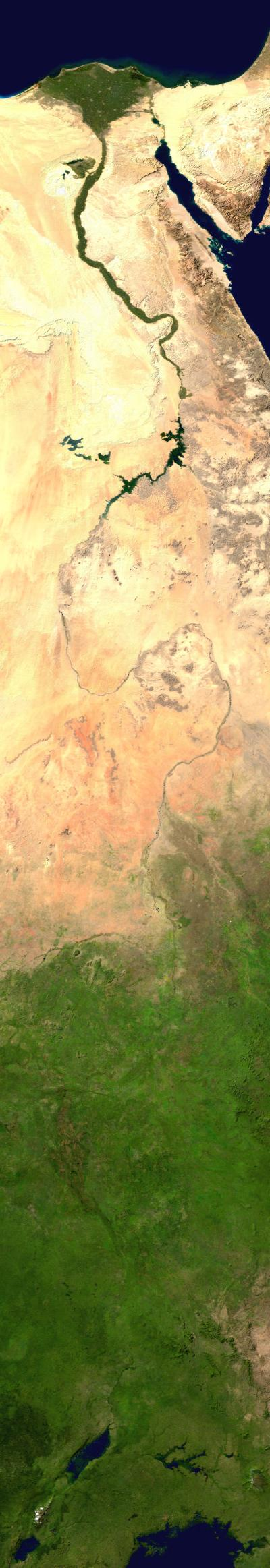
Il percorso del Nilo ripreso dal satellite

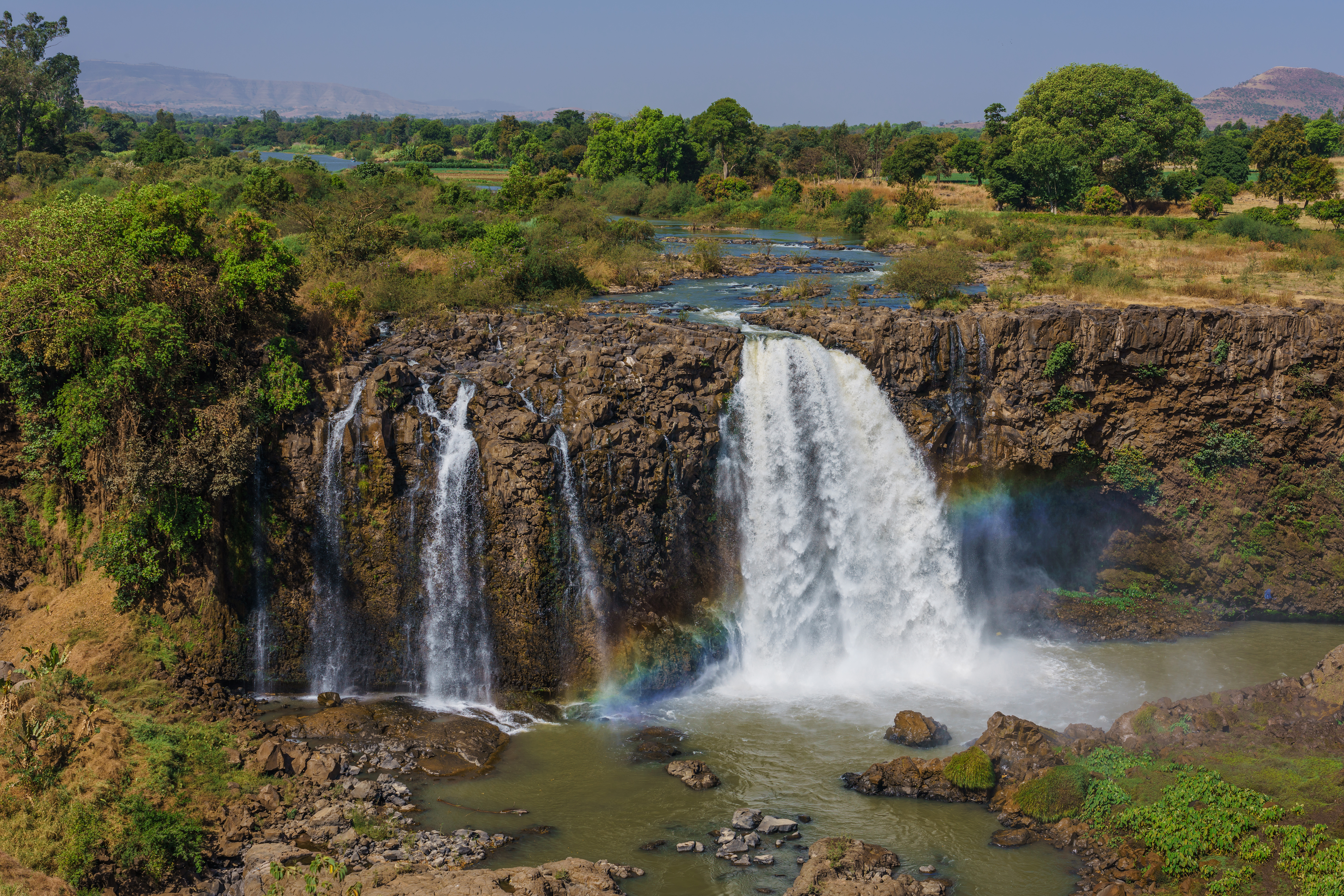
Le Cascate del Nilo Azzurro conosciute come Tis Issat o Tissisat, situate nella prima parte del corso del fiume, circa 30 km dalla cittadina di Bahar Dar e dal Lago Tana.

Il Nilo Azzurro (Bahr al-Azraq) esce invece dal lago Tana situato nell'altopiano etiopico, scorrendo per circa 1 400 km fino a Khartum dove si unisce al Nilo Bianco formando il Nilo vero e proprio.

#### Sorgenti
Il Nilo Azzurro nasce a Gish Abbai, un luogo sacro per la Chiesa etiope, con tre piccole sorgenti nel raggio di 20 metri, a 2 744 metri di altezza (10°59'N - 37°13'E). Il primo europeo a visitare il luogo fu il missionario cattolico spagnolo Pedro Páez, il 21 aprile 1618. Vi sorge un venerato santuario. Questa sorgente si versa col nome di Lesser Abbai nel lago Tana ad 11°48'N - 37°07'E.
Oltre ai due grandi affluenti che confluiscono presso Khartum, il Nilo Bianco e il Nilo Azzurro che si originano nella parte meridionale della Rift Valley, l'ultimo importante affluente è il fiume Atbara, che ha origine in Etiopia a nord del Lago Tana. Possiede una lunghezza di circa 800 km, ma riesce a scorrere per tutto il suo tratto solamente durante la stagione delle piogge in Etiopia e si prosciuga molto rapidamente. Confluisce nel Nilo circa 300 km a nord di Khartum.

### Il corso finale del fiume

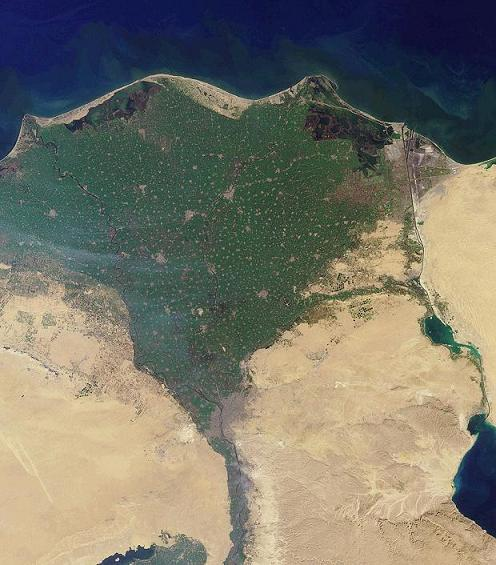
Il delta del Nilo visto dallo spazio

Il corso del Nilo è caratterizzato dalla presenza di 6 gruppi di cateratte, la prima a Assuan, la sesta a Sabaloka (appena a nord di Khartum) e dopo la quale il fiume forma una grande ansa ripiegando verso sudovest, prima di ritornare a scorrere nuovamente verso nord.
Il fiume prosegue in direzione nord attraversando una vasta zona desertica fino a raggiungere il lago Nasser, un bacino artificiale formato dallo sbarramento della diga di Assuan. Attraversa il confine fra Sudan ed Egitto. Nella zona desertica dell'alto Egitto il Nilo forma un'oasi fluviale larga dai 5 ai 20 km utilizzabile per la coltivazione.
A nord del Cairo, il Nilo si divide in due rami che confluiscono nel Mediterraneo: il Ramo di Rosetta a ovest e il Ramo dell'albero giallo a est, che danno vita così a un Delta che si estende su 24 000 km² di superficie.

## Idrologia
La portata d'acqua del Nilo nel Sudan del Sud è costante durante quasi tutto l'anno e la media è di 1 048 m³/s. Passata la città di Mongalla il Nilo, che diviene noto con il nome di Bahr al-Jabal, entra in un'enorme regione paludosa chiamata Sudd nel Sudan del Sud. Più della metà delle acque del Nilo viene persa in queste paludi causa l'evaporazione e la filtrazione nel suolo. La portata d'acqua del Bahr al- Jabal scende drasticamente a circa 510 m³/s. Da qui ben presto incontrerà il fiume Sobat e darà forma al Nilo Bianco vero e proprio.
Il Bahr al-Ghazal e il Sobat sono i due principali affluenti del Nilo Bianco, in termini di bacino idrografico e portata d'acqua. Il bacino idrografico del Bahr al-Ghazal è il più vasto fra tutti i sub-bacini del Nilo, e misura 520 000 chilometri quadrati. Il fiume Sobat, che entra a far parte del Nilo poco distante dal Lago No, possiede un bacino idrografico grande la metà, circa 225 000 km², ma contribuisce mediamente con 412 metri cubi di acqua al secondo.
Il flusso medio del Nilo Bianco a Malakal, a valle della confluenza con il fiume Sobat, è di 924 m³/s, con picchi nell'ordine di 1 218 m³/s ai primi di marzo e punte minime di circa 609 m³/s a fine agosto. La fluttuazione è dovuta alla sostanziale variazione della portata del Sobat che varia da un minimo di circa 99 m³/s nel mese di agosto, a un picco di oltre 680 m³/s all'inizio di marzo.

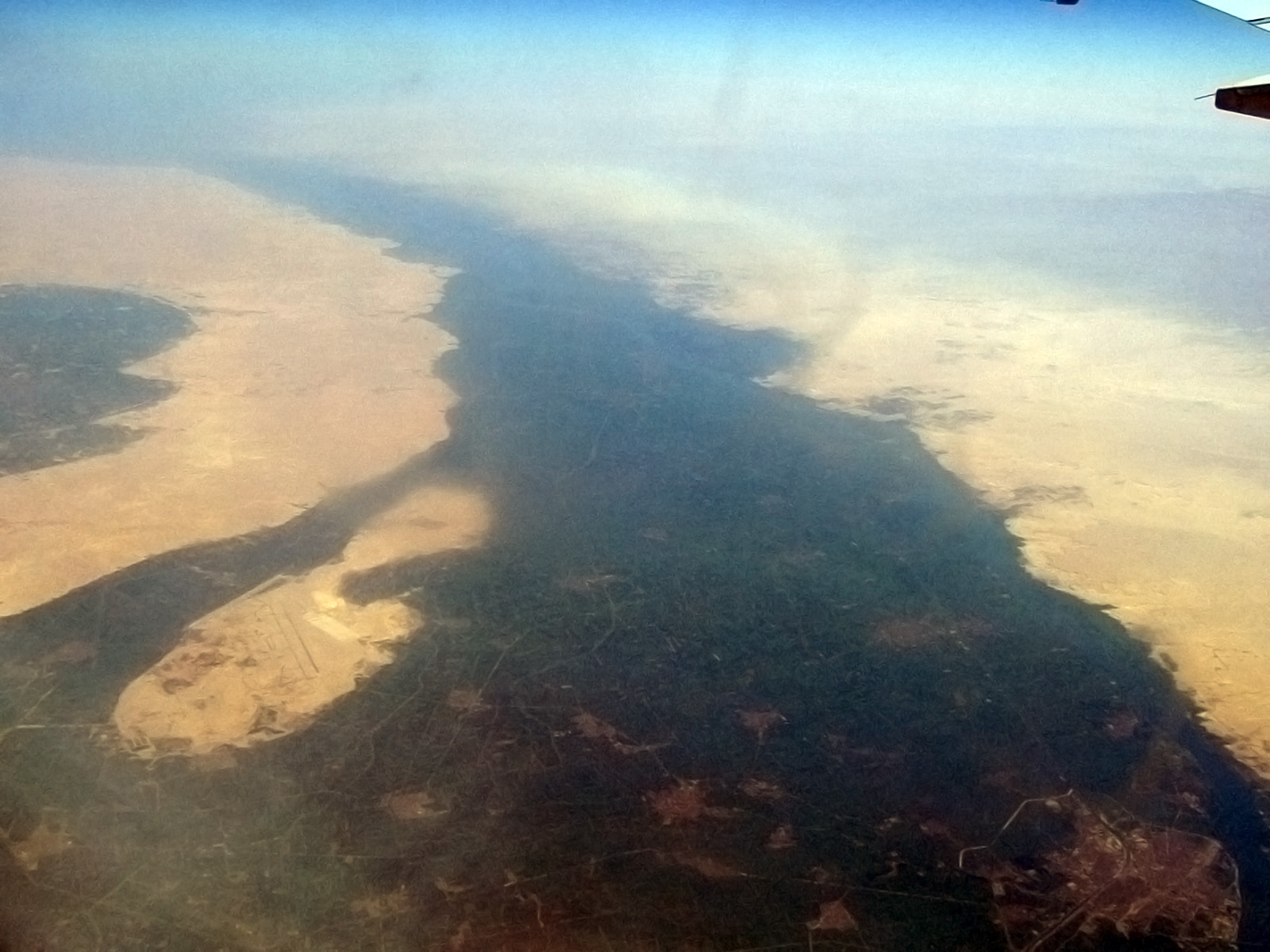
Il Nilo nel suo corso attraverso il Sahara

Da qui il Nilo Bianco si dirige verso Khartum dove si fonde con il Nilo Azzurro dando vita al fiume Nilo. Più a valle il fiume Atbara, l'ultimo significativo affluente del Nilo, si fonde al corso d'acqua principale. Durante la stagione secca (da gennaio a giugno) il Nilo Bianco contribuisce tra il 70% e il 90% della portata d'acqua totale del Nilo. Durante questo periodo la portata del Nilo Azzurro può essere inferiore ai 113 m³/s, anche se le dighe a monte regolano il flusso del fiume. Durante la stagione secca non ci sono apporti da parte del fiume Atbara.
Nei periodi di piena il Nilo Azzurro contribuisce con circa l'80-90% della portata del fiume Nilo. Il flusso del Nilo Azzurro varia notevolmente durante il ciclo annuale e di conseguenza influenza notevolmente il flusso del Nilo stesso. Durante la stagione umida il picco di flusso del Nilo Azzurro spesso supera i 5 663 m³/s verso fine agosto.
Prima della costruzione delle dighe sul fiume, la portata poteva variare di 15 volte presso Assuan nel corso dell'anno. Il picco massimo poteva superare gli 8 212 m³/s tra fine agosto e inizio settembre, e il flusso minimo toccava i 552 m³/s tra fine aprile e inizio maggio.
Resta il fatto che il bacino idrografico del Nilo rimane complesso, e molti fattori su un'area così vasta possono influenzare anche notevolmente la portata del fiume, come l'andamento meteo, deviazioni del corso d'acqua, l'evaporazione e filtrazione nelle falde acquifere.

### Portate medie mensili in metri cubi al secondo (media mensile)
Nel 2025 l'Egitto avviato alla costruzione di un mega fiume artificiale che comprende 22 km di tubazioni sotto il livello del terreno e altri  92 chilometri a percorso aperto che trasporteranno le acque sotterranee, agricole e di drenaggio presso la stazione di al-Hammam. Qui, ha sede il più grande impianto di trattamento delle acque reflue agricole del mondo, l'impianto di trattamento delle acque più capiente e operativamente robusto, la più grande area rivestita con materiale epossidico e per essere il più grande impianto di trattamento dei fanghi a livello globale.

## Fauna
Tra le specie ittiche che risalgono questo fiume per riprodursi c'è la cheppia (Alosa fallax). Altre specie sono Oreochromis niloticus, Lates niloticus e Protopterus. Tra i rettili Varanus niloticus, Crocodylus niloticus e Trionyx triunguis. Estinto, purtroppo il Crocodylus suchus , anticamente presente nel Delta del Nilo . Tra gli uccelli Balaeniceps rex, Threskiornis aethiopicus, Icthyophaga vocifer,  Alopochen aegyptiaca. Tra i Mammiferi Hippopotamus amphibius già menzionato da Erodoto

## Politica

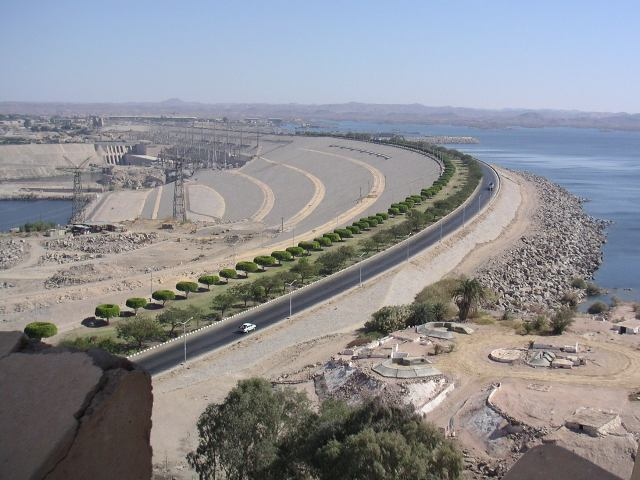
La diga di Assuan ripresa dal Memoriale dell'amicizia egiziano-sovietica

L'utilizzo del fiume Nilo è stato materia di discussione nelle politiche Mediorientali e del Corno d'Africa per molti decenni. Vari paesi, tra cui Uganda, Sudan, Etiopia e Kenya hanno spesso lamentato il dominio egiziano riguardo alla risorsa idrica Nilo. Il Nile Basin Initiative è stato uno dei più importanti programmi per promuovere la parità di utilizzo e cooperazione pacifica fra i membri del bacino del Nilo. Ma sono in molti a temere che il dominio egiziano delle acque possa essere fonte di ostacoli economici per l'area.
Il Nilo sostiene ancora gran parte della popolazione che vive lungo le sue rive, specie in regioni altrimenti inospitali come nel deserto del Sahara. Il fiume straripava ogni estate, depositando il fertile limo nelle pianure. Il corso del fiume è ostacolato in diversi punti dalla presenza delle cateratte, che sono delle sezioni in cui l'acqua scorre più rapidamente e in cui possono trovarsi molte piccole isole, e rocce affioranti, che di fatto costituiscono un ostacolo alla navigazione delle imbarcazioni.
Anche la regione umida del Sudd in Sudan è un formidabile ostacolo alla navigazione e al deflusso delle acque. Il Sudan aveva tentato di scavare un canale (il Canale Jonglei) per tentare di prosciugare questa stagnante massa d'acqua.
Il Nilo è stato ed è tuttora utilizzato per il trasporto di merci lungo il suo percorso. Mentre la maggior parte degli egiziani vive ancora nella valle del Nilo, la costruzione della Diga di Assuan (terminata nel 1970) per fornire energia idroelettrica ha interrotto le inondazioni estive e il rinnovo del terreno fertile.
Più di recente la siccità durante gli anni ottanta ha portato alla fame diverse popolazioni in Etiopia e in Sudan. L'Egitto è stato parzialmente protetto da questo processo tramite l'accumulo di acqua nel lago Nasser.

## Storia

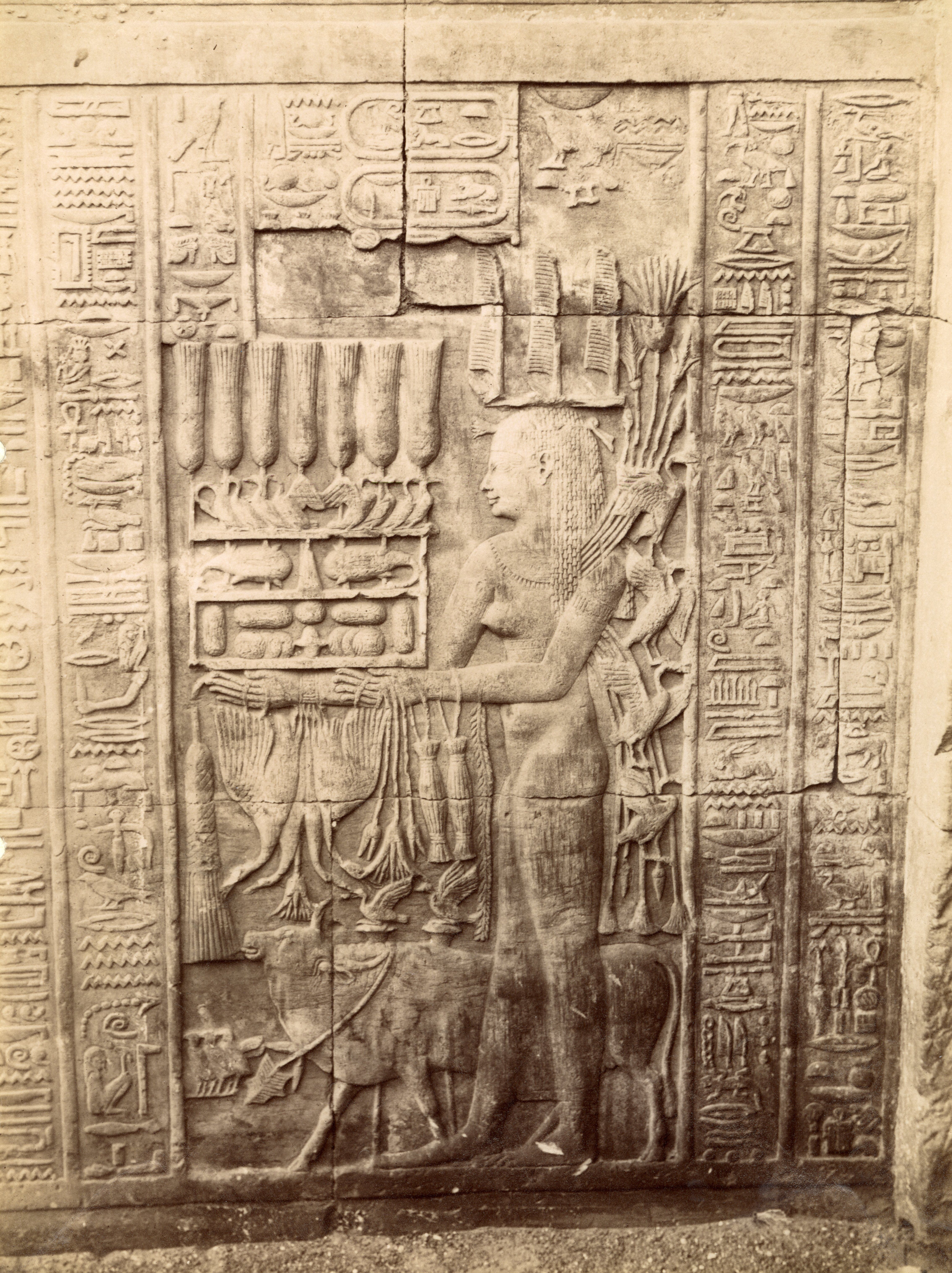
Figura di regina raffigurata sotto le forme del dio Nilo scolpita sulle pareti interne del tempio di Sobek e Haroeris a Kom Ombo. Foto del 1870-1888, Archivio fotografico Museo Egizio, Torino.

Il Nilo (iteru in Egiziano antico) è strettamente legato allo sviluppo dell'antica civiltà egiziana, con la maggior parte della popolazione e delle città situate nella valle a nord di Assuan. Il Nilo è stato vitale per la cultura egiziana sin dall'età della pietra. Il cambiamento climatico e il progressivo inaridirsi dei pascoli e di quelle terre d'Egitto che hanno dato vita al Sahara, già nell'8000 a.C. presumibilmente hanno spinto gli abitanti a migrare verso il fiume, dove poi hanno sviluppato un'agricoltura sedentaria basata sulla fertilizzazione del territorio grazie al limo e una società più centralizzata.

### L'Eonilo
Il Nilo è almeno il quinto fiume che nei milioni di anni è disceso dagli altopiani etiopi attraversando questa immensa regione. Immagini satellitari sono state utilizzate per identificare antichi letti fluviali nel deserto ad ovest dell'odierno corso del Nilo. Una gola oggi totalmente ricoperta rappresenta il corso di un ancestrale Nilo chiamato Eonilo che scorreva nel tardo corso del Miocene (23-5,3 milioni di anni fa).
Nel tardo Miocene durante la Crisi di salinità del Messiniano, quando il Mar Mediterraneo divenne un bacino chiuso e l'acqua evaporò, il Nilo incise il suo letto fino a trovarsi alcune centinaia di metri sotto il livello degli oceani nella regione di Assuan e 2 400 metri al di sotto dell'attuale Cairo. Questo grande canyon si andò successivamente riempiendo.
Il Lago Tanganica gettò le sue acque nel bacino idrografico del Nilo fino a quando i vulcani del Virunga non ne ostruirono il corso in Ruanda. All'epoca quindi le sorgenti si dovevano spingere fin nel nord dello Zambia.

### La formazione del Nilo
Ci sono due teorie in relazione all'età di formazione dell'attuale Nilo. La prima è che la formazione dell'attuale bacino idrico del Nilo sia di età relativamente giovane, che il bacino del Nilo fosse precedentemente suddiviso in una serie di sotto-bacini separati e che solo il più settentrionale di questi bacini (il bacino del Proto Nilo) in seguito formò l'attuale corso del Nilo in Egitto e nel nord del Sudan. L'altra teoria è che le acque provenienti dall'Etiopia attraverso fiumi equivalenti agli attuali Nilo azzurro, Atbara e Tacazzè scorressero verso il Mediterraneo attraverso la regione egiziana del Nilo ben prima del Terziario.
Salama (1987) suggerisce che durante il Terziario fossero presenti una serie di distinti bacini fluviali tra loro chiusi e indipendenti, ognuno dei quali occupava una delle principali fenditure del Sudanese Rift System: Mellut Rift, Nilo bianco Rift, Nilo azzurro Rift, Atbara Rift e Sag El Naam Rift.
I sedimenti del bacino del Mellut Rift sono stati stimati ad una profondità di 12 km nella sua parte centrale. Questa frattura è forse ancora attiva come suggerisce l'attività tettonica nei suoi confini nord e sud. Le paludi del Sudd che costituiscono la parte centrale del bacino sono forse ancora in fase di subsidenza. Il sistema del Rift del Nilo bianco è a 9 km di profondità. Prospezioni geofisiche del Nilo Azzurro Rift System stimano la profondità dei sedimenti tra i 5 e i 9 km.
Questi bacini non sono stati collegati tra loro se non da quando è cessata l'opera di subsidenza e il tasso di deposizione dei sedimenti è stato sufficiente a riempire i bacini a un livello che consentisse la connessione dei vari sistemi fluviali. Il riempimento delle depressioni ha portato alla connessione del Nilo egiziano con il Nilo sudanese, che captava le acque nella regione etiope ed equatoriale durante le ultime fasi di attività tettonica del Sudanese Rift Systems. La connessione dei diversi Nilo si verificò durante periodi umidi ciclici. Il fiume Atbara traboccò dal suo bacino chiuso durante il periodo umido che si verificò circa tra i 100 000 e i 120 000 anni fa. Il Nilo azzurro si collegò al restante corso del (proto) Nilo nel periodo umido verificatosi tra i 70 000 e gli 80 000 anni fa. Il bacino idrico del Nilo bianco rimase un lago chiuso fino a quando non avvenne la connessione con il Nilo Victoria 12 500 anni fa.

### Ruolo nella fondazione della civiltà egiziana
Il Nilo giocò un ruolo cruciale nella fondazione della civiltà egiziana. Il Nilo fu (e lo è tuttora) un'importante fonte di sostentamento per le popolazioni lungo le sue sponde. Il Nilo rendeva il terreno circostante estremamente fertile dopo le annuali inondazioni. Gli egizi furono pertanto in grado di coltivare grano e altre colture, ricavandone cibo per supportare le esigenze alimentari della popolazione. Inoltre l'introduzione ad opera dei Persiani dei bufali nel VII secolo a.C. che ricercavano ambienti umidi e con presenza di acqua, in aggiunta ai cammelli, rappresentò un'eccellente fonte di carne. I bufali vennero inoltre addomesticati e utilizzati per l'aratura, mentre i cammelli come animali da soma. L'acqua fu pertanto di vitale importanza sia per le persone, che per il bestiame. Il Nilo permise inoltre un efficiente sistema di trasporto.

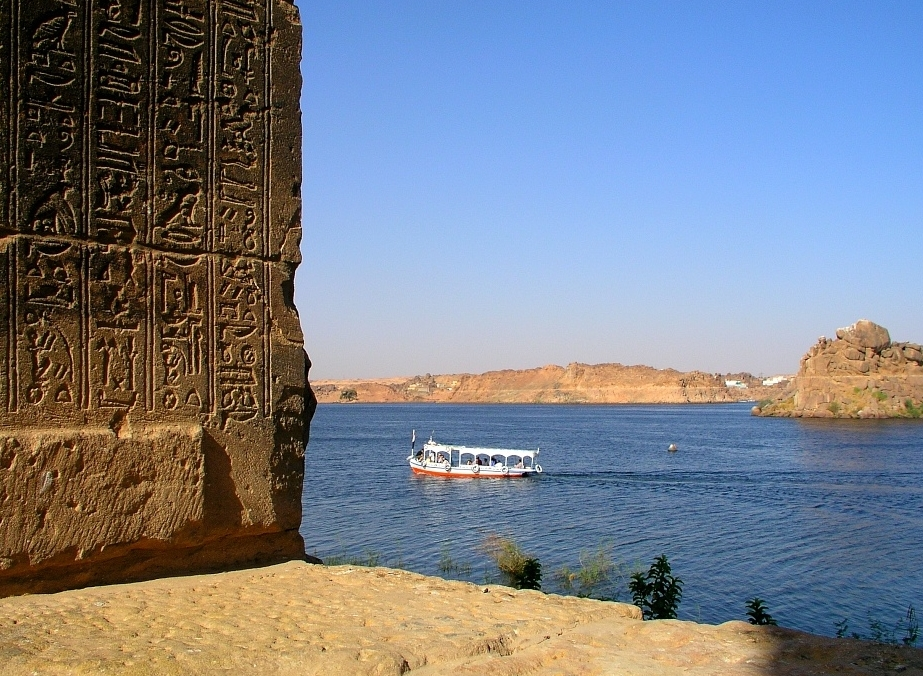
Il Nilo ad Agilkia

La società egiziana fu una delle più stabili nella sua storia. Questa stabilità fu una conseguenza diretta della fertilità del Nilo. Il Nilo forniva il prezioso limo in seguito alle sue inondazioni. Il grano fu una produzione cruciale nelle colture del Medio Oriente, dove la fame fu molto comune. La produzione agricola divenne strumento nei rapporti diplomatici tra Egitto e gli altri paesi, e spesso contribuì alla stabilità economica. Inoltre il Nilo, fornendo le risorse alimentari e finanziarie, contribuiva ad una rapida ed efficiente crescita di un esercito atto sia nel ruolo difensivo che di offesa.
Il Nilo svolse un ruolo importante nella vita politica, sociale e spirituale. Il Nilo fu così significativo per la vita degli egiziani che essi crearono un dio dedicato al controllo delle inondazioni annuali. Il nome del dio fu Hapy, e sia lui che il faraone sono ritenuti controllare le inondazioni del fiume Nilo. Inoltre, il Nilo veniva considerato come una via tra la vita, la morte e l'oltretomba. L'Est era visto come un luogo di nascita e crescita, l'ovest come il luogo della morte, così come il dio Ra, il dio del sole, che nasceva, moriva, e risorgeva ogni volta che attraversava il cielo. Tutte le tombe vennero situate pertanto ad ovest del Nilo, perché gli Egiziani credevano che, al fine di entrare nell'oltretomba, bisognasse essere sepolti sul lato che simboleggiava la morte.
Lo storico greco Erodoto scrisse che 'l'Egitto fu il dono del Nilo', e in un certo senso può essere vero. Senza le acque del fiume Nilo per l'irrigazione la civiltà egiziana sarebbe stata probabilmente di breve durata. Il fiume fornì gli elementi per rendere vigorosa una civiltà, e ha contribuito molto alla sua durata che si snodò per 3 000 anni.

### Il Nilo nella mitologia greca
Secondo gli antichi mitografi greci, il Nilo, al pari di ogni altro fiume, aveva una divinità a esso collegata, di sesso maschile. Tra le Naiadi sue figlie, le più note sono Anchinoe e Menfi.

## Attualità
- Il fiume viene attualmente molto sfruttato anche dal punto di vista del turismo con la proposta di innumerevoli tipi di crociere lungo il suo corso. Tra le imbarcazioni caratteristiche con cui vengono effettuate può essere citata la Dahabeya.
- Nel 2013 il programma televisivo britannico Top Gear ha organizzato una spedizione per trovare la reale sorgente del fiume Nilo, dichiarandone la scoperta al termine del lungo viaggio di James May, Richard Hammond e Jeremy Clarkson. La sorgente si troverebbe a Sud Est del lago Vittoria nel parco del Serengeti e coinciderebbe con la sorgente del fiume Grumeti.
- La diga di Assuan e il conseguente blocco del trasporto di sedimenti è una delle cause del progressivo erodersi dell'ampio delta del Nilo.

## Galleria d'immagini

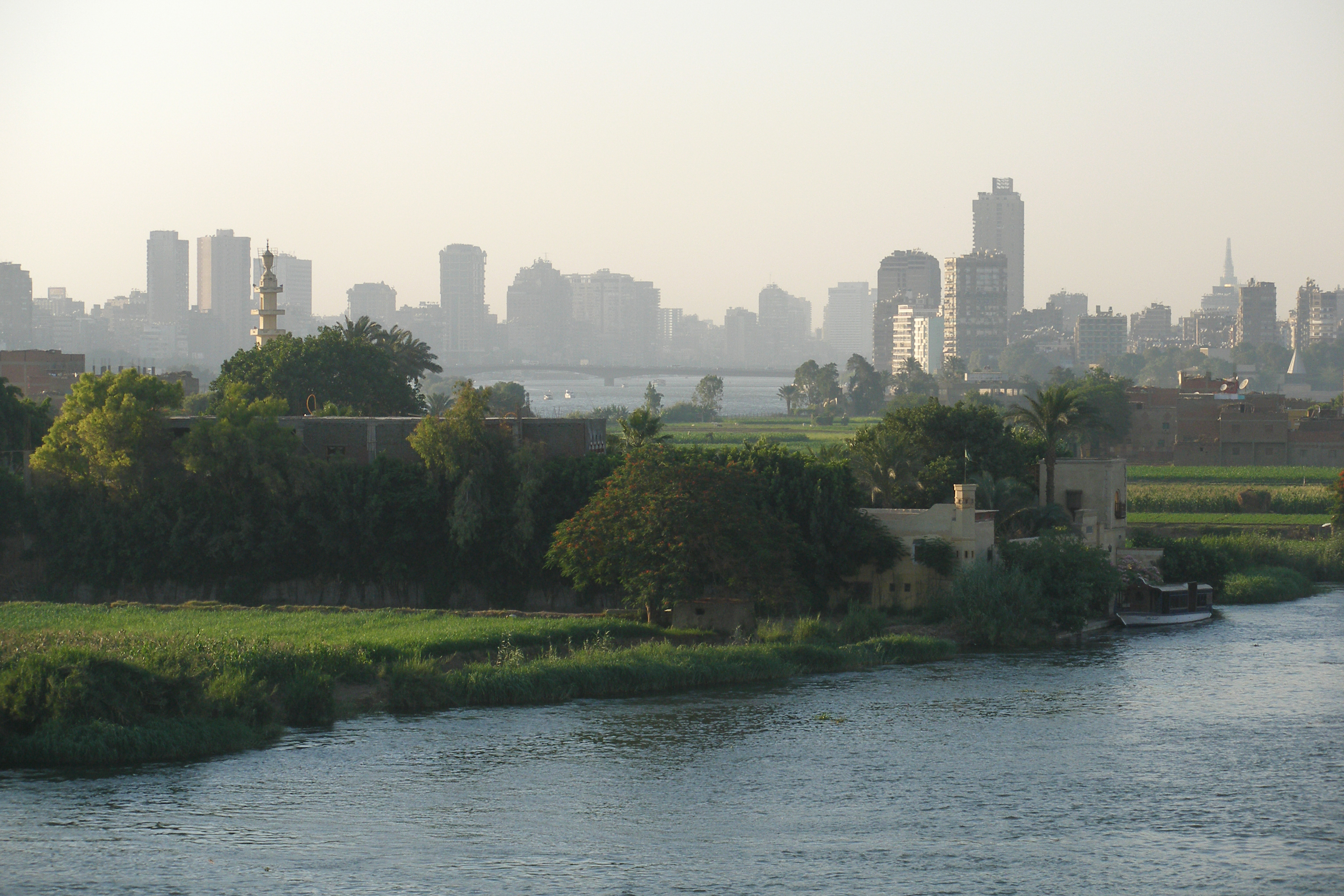
Cairo
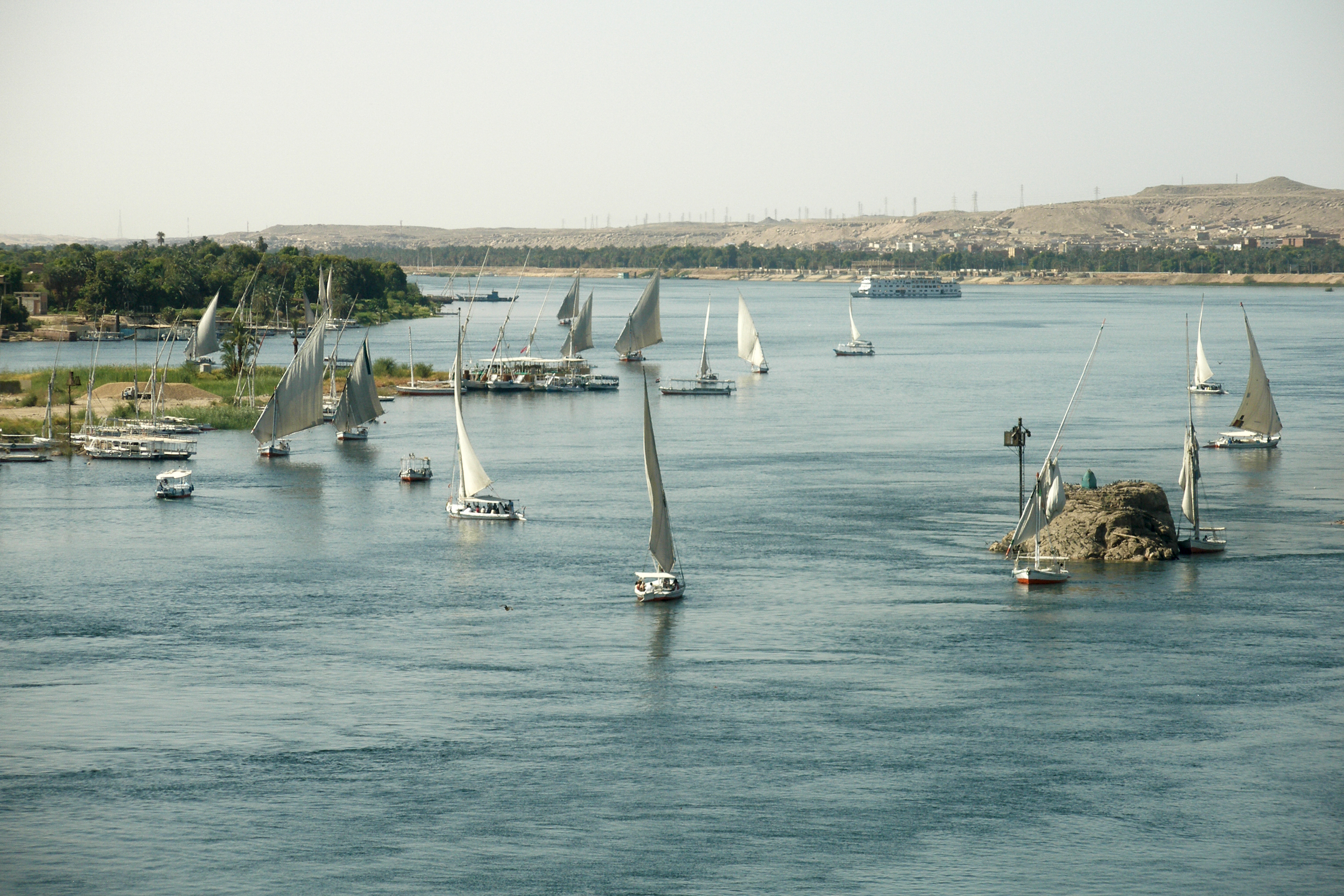
Il Nilo ad Assuan
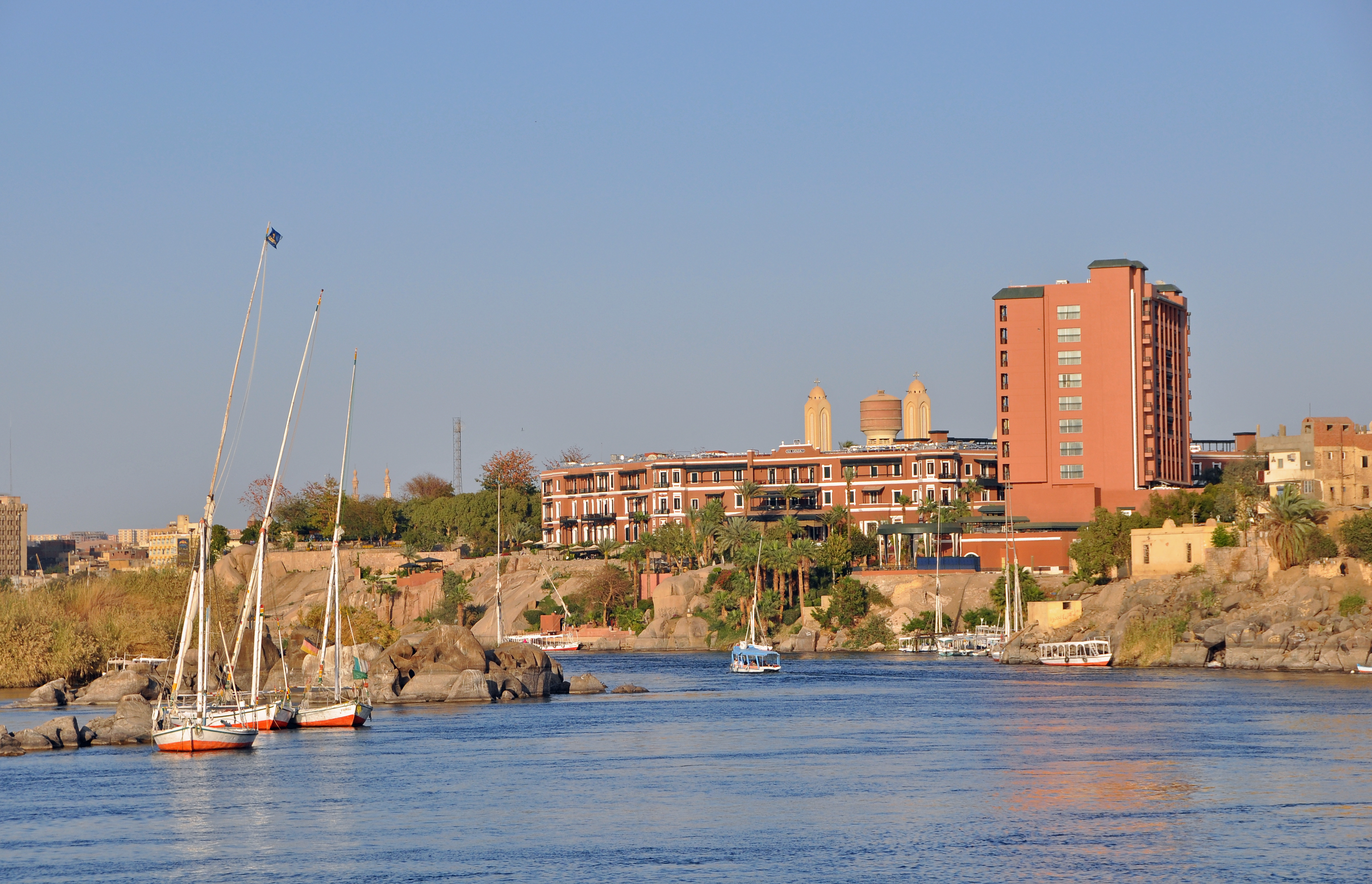
Il Nilo ad Assuan
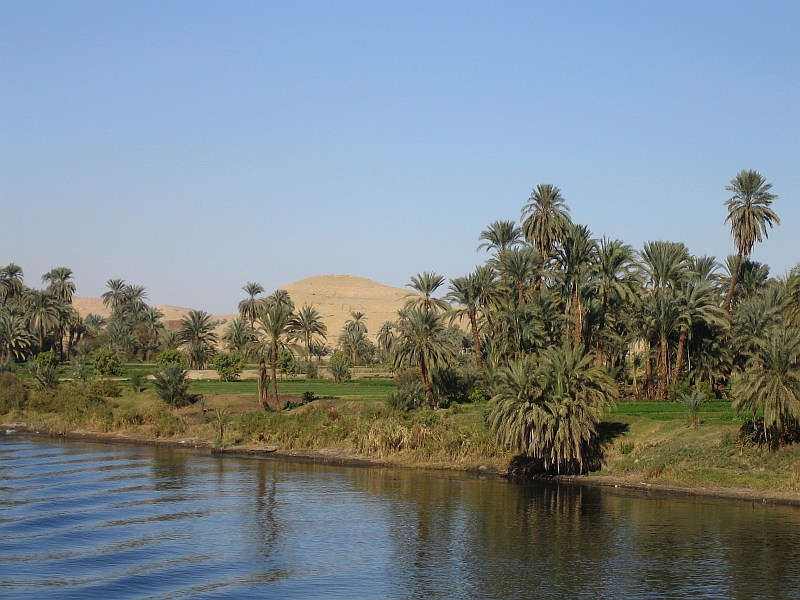
Il Nilo tra Luxor e Assuan in Egitto
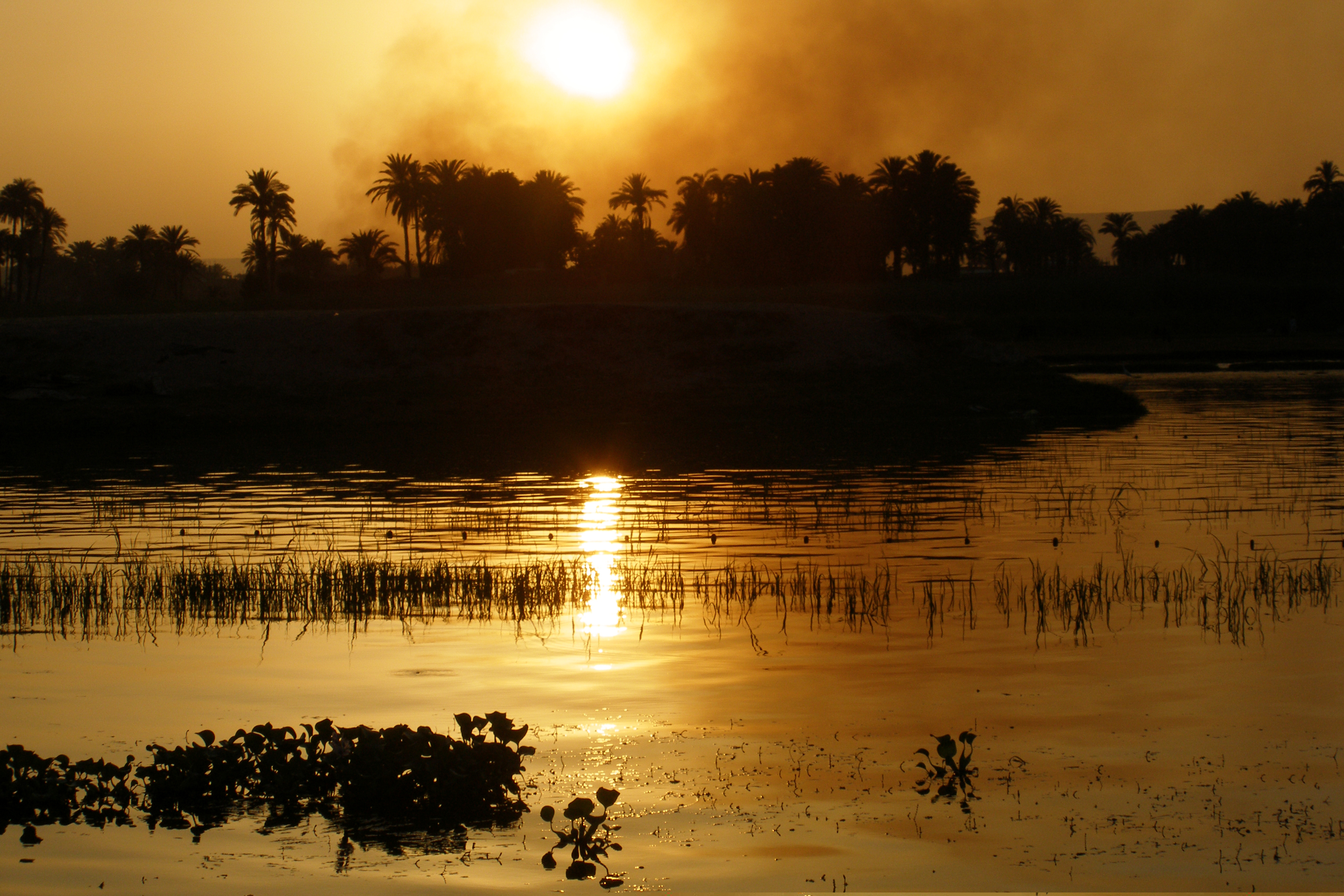
Luxor
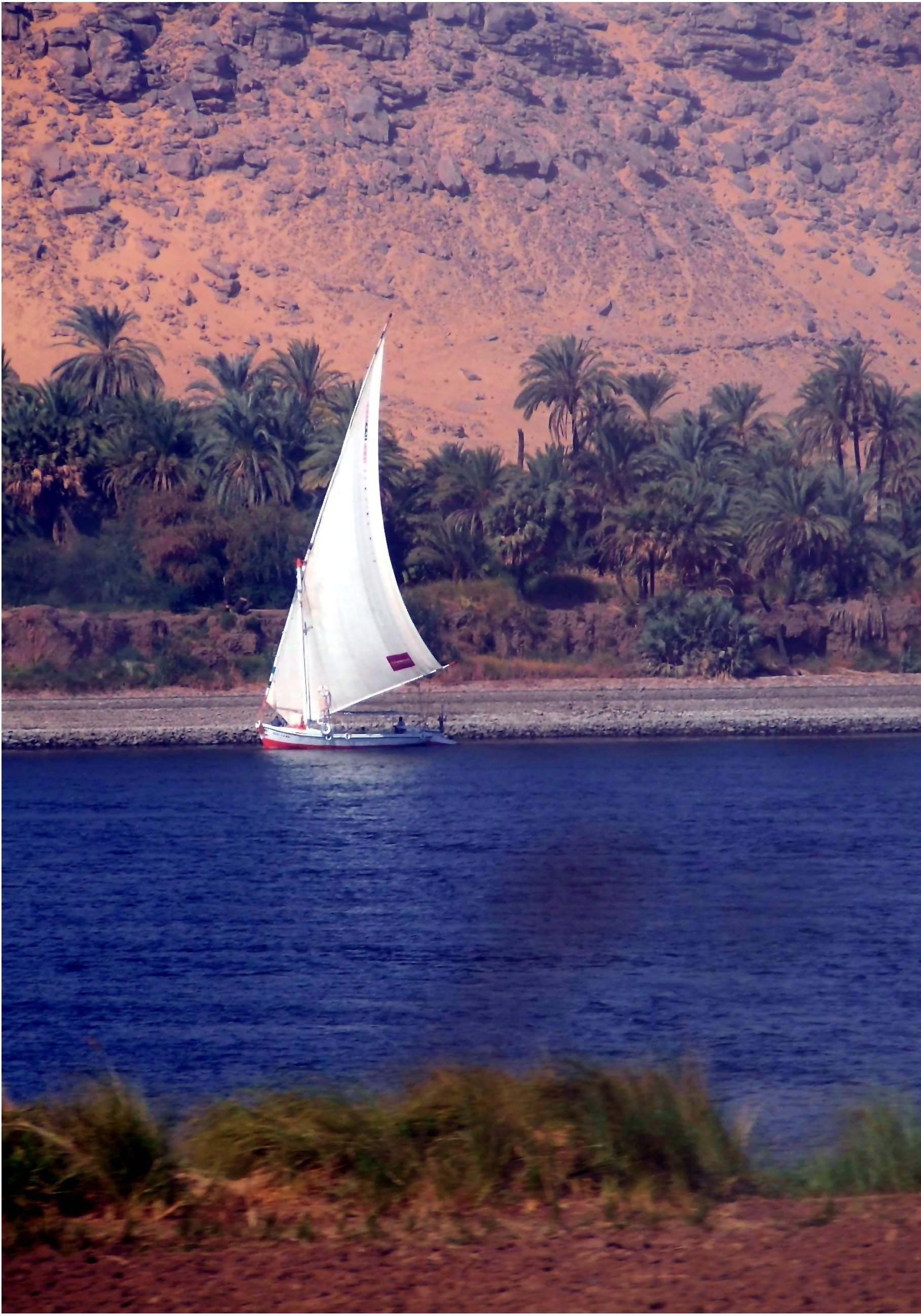
Una dhow attraversa il fiume presso Assuan
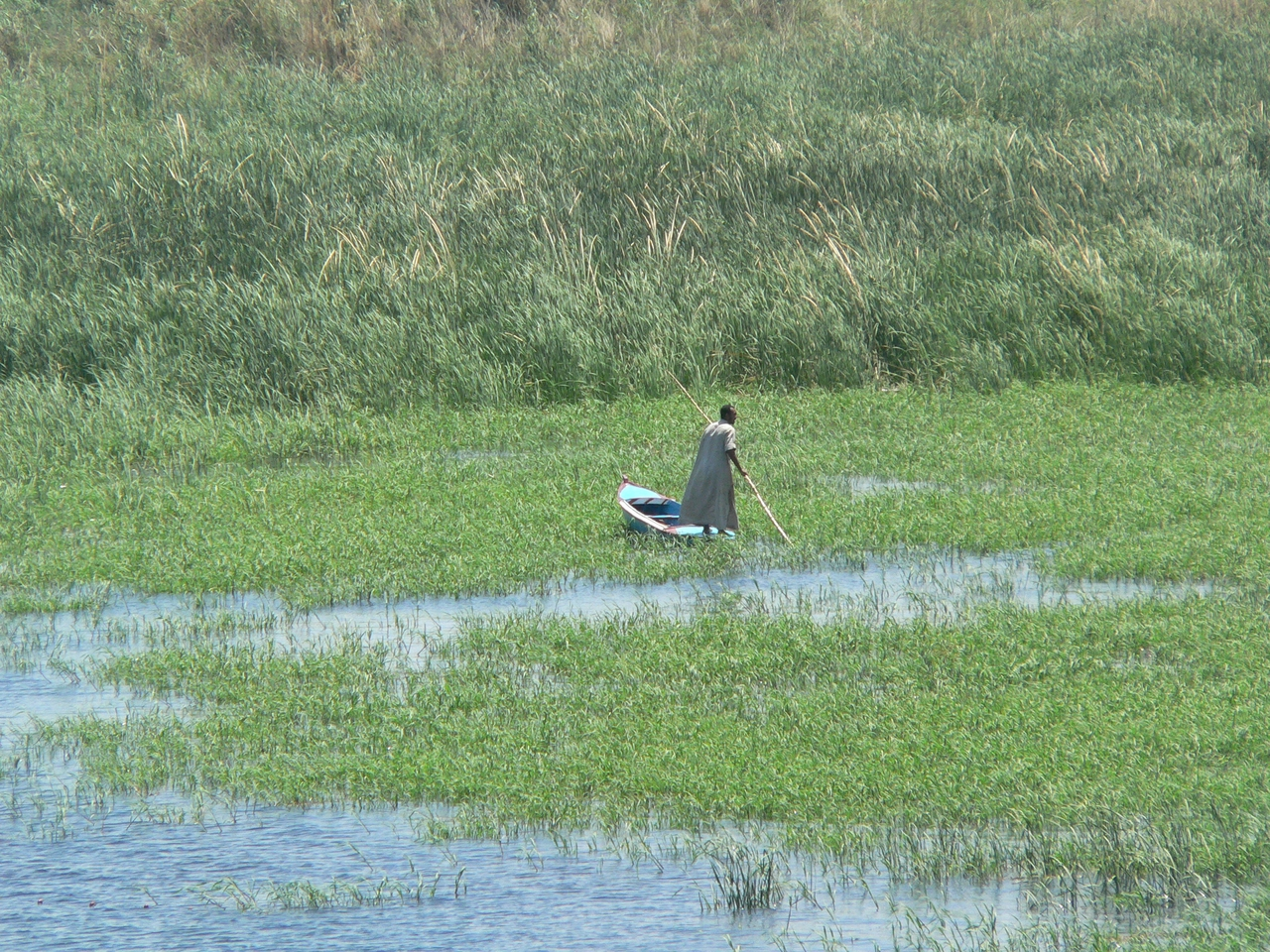
Canneto sul Nilo
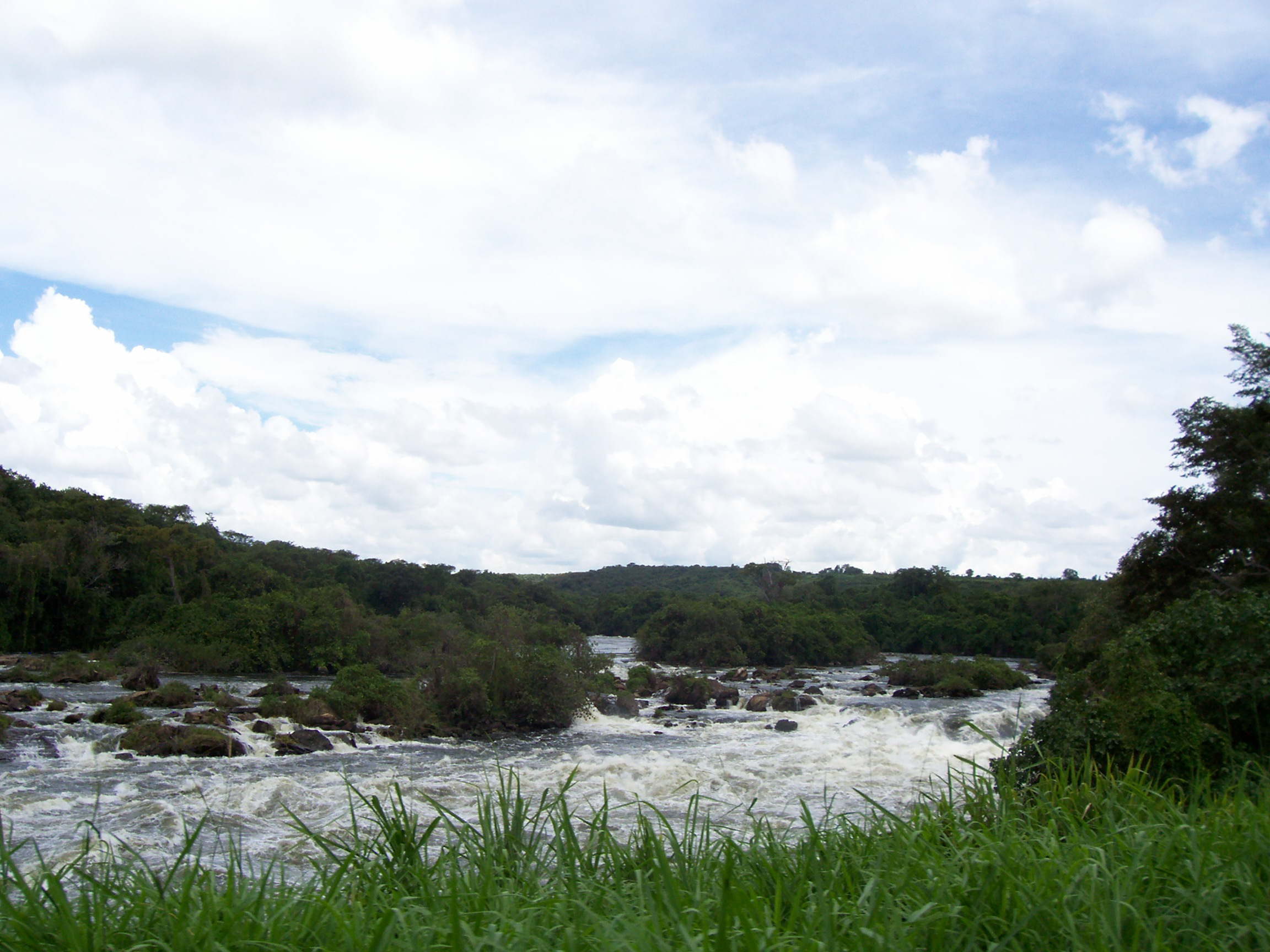
Il Nilo in Uganda